# Rocío del Pilar Cortés-Ballén
 Pilar Arriaza  (1965) es una ingeniera forestal, taxónoma, curadora y botánica colombiana.
Se graduó en 1987, con la tesina Rendimiento de Cordia alliodora por acción de cinco hongos micorrízicos vesículo-arbusculares, por la Universidad Distrital Francisco José de Caldas, en Bogotá. Obtuvo una maestría en Ciencias Forestales en la Universidad Nacional de Colombia, sede Bogotá, en 1996, con Estudio florístico y análisis Panbiogeográfico de la Sierra de Chiribiquete. Y en 1999, un doctorado por la Universidad de la Ciudad de Nueva York, defendiendo la tesis: Systematics and Biogeography of Retiniphyllum (Rubiaceae).
Se ha enfocado principalmente en el estudio de la taxonomía de las plantas, con énfasis en la familia de las rubiáceas, en Colombia.
Participa, entre otros, en el proyecto de diccionario de nombres comunes en castellano de las plantas en Colombia y en el de Libros Rojos de Colombia de plantas en peligro de extinción.

## Algunas publicaciones
- Rocío Cortés-B.. 2014. Retiniphyllum francoanum (Rubiaceae), a New Species from the Colombian Guayana. Novon 23(1):27-30. ISSN 1055-3177.

- miriam Reina, margarita Medina, fabio Ávila, sonia Ángel, rocío p. Cortés Ballén. 2011. Catálogo preliminar de la flora vascular de los bosques subandinos de la Reserva Biológica Cachalú, Santander (Colombia). Colombia Forestal 13: 32-65 ISSN 0120-0739

- margarita Medina, miriam Reina, edna Herrera, fabio Ávila, omar Chaparro, sonia Ángel, rocío p. Cortés Ballén. 2011. Catálogo preliminar de la flora vascular de los bosques subandinos de la Cuchilla El Fara (Santander, Colombia). Colombia Forestal 13: 66-97 ISSN 0120-0739

- rocío p. Cortés Ballén, piero g. Delprete, tim Motley. 2009. Phylogenetic placement of the tribe Retiniphylleae among the subfamily Ixoroideae (Rubiaceae). Ann. Of The Missouri Botanical Garden 96: 61-67 ISSN 0026-6493

- ----------------------------, --------------------. 2007. A synopsis of the Rubiaceae of the states of Mato Grosso and Mato Grosso Do Sul, Brazil, with a key to genera, and a preliminary species list. Revista de Biología Neotropical 2 (1 ): 13-96 ISSN 1897-9652

- ----------------------------, --------------------. 2004. A phylogenetic study of the tribe Sipaneeae (Rubiaceae, Ixoroideae), using trnL-F and ITS sequence data. Taxon 53 (2 ): 347-356 ISSN 0040-0262

- ----------------------------, --------------------. 2003. Estudio morfológico de los pirenos en Retiniphyllum (Rubiaceae). Colombia Forestal 8 ( 16): 21-30 ISSN 0120-0739

- ----------------------------, charlotte Taylor. 1999. Una especie nueva de Posoqueria (Rubiaceae). Novon 9: 428-430 ISSN 1055-3177

- ----------------------------, pilar franco, orlando Rangel. 1998. La flora vascular de la Sierra de Chiribiquete. Caldasia 20 (2 ): 103-141 ISSN 0366-5232

- ----------------------------. 1994. Cambios recientes en los nombres científicos de especies de importancia forestal. Colombia Forestal 4 ( 8): 51-62 ISSN 0120-0739

### Capítulos de libros
- rocío p. Cortés Ballén, nancy Pulido, patricia Pinzón Florián. 2009. Las colecciones biológicas de los recursos forestales en la Universidad Distrital Francisco José de Caldas. Historia Y Aportes De La Ingeniería Forestal En Colombia. 290 pp. ISBN 978-958-99317-0-7

- ----------------------------, julian Steyermark. 2004. Retiniphyllum Flora Of The Venezuelan Guayana. Missouri Botanical Garden Press 8: 792-800 ISBN 1-930723-36-9

## Honores
- 1989: premio al mejor trabajo presentado en la sección de Estructura, Función y Sistemática Vegetal en el XXIV Congreso Nacional de Ciencias Biológicas, Asociación Colombiana De Ciencias Biológicas - A.C.C.B.
- 1989: tesis meritoria, Universidad Distrital "Francisco José De Caldas"

Miembro de
- Asociación de Zoólogos y Biólogos de la Universidad Nacional (AZOBIONAL)
- Asociación Colombiana de Ciencias Biológicas
- Sociedad Colombiana de Genética

- La abreviatura «Cortés-Ballén» se emplea para indicar a Rocío del Pilar Cortés-Ballén como autoridad en la descripción y clasificación científica de los vegetales.[4]